# Elisabeth von Henneberg-Schleusingen
Elisabeth von Henneberg-Schleusingen (* 1319; † 30. März 1389) war durch Heirat Gräfin von Württemberg.
Elisabeth war eine Tochter des Grafen Heinrich VIII. von Henneberg-Schleusingen. Sie heiratete vor dem 17. September 1342 den Grafen Eberhard II. von Württemberg (Eberhard der Greiner). Aus der Ehe gingen zwei Kinder hervor: Ulrich, der Vater des späteren württembergischen Grafen Eberhard III., und Sophie, die spätere Herzogin von Lothringen.